# Amythaon
Dans la mythologie grecque, Amythaon (en grec ancien Αμυθάων / Amytháôn) est le fils de Créthée, roi d'Iolcos, et de Tyro. Il est ainsi le frère d'Éson et Phérès, et le demi-frère de Pélias et Nélée.
À la mort du roi Créthée, Pélias cherche à dominer toute la Thessalie et usurpe le trône d'Iolcos en attirant Éson, le successeur légitime, dans une grotte et en bannissant ses autres frères qui s'installent à Pylos en Messénie, auprès du roi Apharée. Là, Amythaon épouse sa nièce Idomène (it), fille de Phérès, qui lui donne deux fils, Bias et Mélampous. Il aurait aussi une fille, Éolia. Selon Pindare, Amythaon vient ensuite avec plusieurs membres de sa famille à Iolcos pour intercéder auprès de Pélias en faveur d'Éson.
Pausanias le mentionne parmi ceux auxquels est attribuée la restauration des jeux olympiques après la dispersion des fils de Pélops à travers le Péloponnèse.